# Varg Veum – Bittra blomster
Varg Veum – Bittra blomster (norska Varg Veum – Bittre blomster) är en norsk-svensk-tysk thriller från 2007 i regi av Ulrik Imtiaz Rolfsen med Trond Espen Seim i huvudrollen som Varg Veum. Filmen släpptes direkt på DVD den 12 november 2008 och är den första i filmserien om privatdetektiven Varg Veum. Filmen är baserad på boken Bittra blomster (Bittre blomster) från 1991 av författaren Gunnar Staalesen.

## Handling
Karsten Aslaksen är den gifta Bergen-politikern Vibeke Farangs älskare. När han försvinner spårlöst kontaktar Vibeke privatdetektiven Varg Veum för att få så diskret hjälp som möjligt för att leta reda på Karsten. Vargs spaningar leder honom till ett internationellt företag. När sen Vibekes sjuåriga dotter Camilla också rapporteras som försvunnen, är Varg säker på att båda fallen har med varandra att göra och han dras in i en härva där de skyldiga inte skyr några som helst medel för att dölja sina spår.

## Om filmen
Filmen är inspelad i Bergen, Hordaland i Norge.

## Rollista (urval)
- Trond Espen Seim – Varg Veum
- Bjørn Floberg – Jacob Hamre
- Kathrine Fagerland – Anna Keilhaug
- Endre Hellestveit – Jan Isachsen
- Anders Dale – Odin Schrøder-Olsen
- Øyvind Gran – Trygve Schrøder-Olsen
- Per Jansen – Harald Schrøder-Olsen
- Trine Wiggen – Vibeke Farang
- Håvard Bakke – Bård Farang
- Nicholas Hope – Warren Donaldson
- Ove Andreassen – Monrad
- Belinda Braza – Kristin
- Glenn Andre Kaada – Kim
- Julie Fløysand – Camilla Farang
- Tor Andre Rundhaug – Henrik Farang
- Pål Obrestad – Karsten Aslaksen